# Aron-Olsaträsket
Aron-Olsaträsket är en sjö i Robertsfors kommun i Västerbotten och ingår i Kålabodaåns huvudavrinningsområde. Sjön har en area på 0,271 kvadratkilometer och ligger 45,1 meter över havet. Sjön avvattnas av vattendraget Aron-Olsabäcken. Vid provfiske har abborre, braxen, gädda och mört fångats i sjön.

## Delavrinningsområde
Aron-Olsaträsket ingår i det delavrinningsområde (714697-174658) som SMHI kallar för Utloppet av Aron-Olsaträsket. Medelhöjden är 84 meter över havet och ytan är 12,62 kvadratkilometer. Det finns inga avrinningsområden uppströms utan avrinningsområdet är högsta punkten. Aron-Olsabäcken som avvattnar avrinningsområdet har biflödesordning 3, vilket innebär att vattnet flödar genom totalt 3 vattendrag innan det når havet efter 22 kilometer. Avrinningsområdet består mestadels av skog (86 procent). Avrinningsområdet har 0,55 kvadratkilometer vattenytor vilket ger det en sjöprocent på 4,4 procent.